# جورج دانيال كلارك
جورج دانيال كلارك (بالإنجليزية: George Daniel Clark)‏ هو سياسي أسترالي، ولد في 30 يوليو 1848، وتوفي في 21 فبراير 1933. حزبياً، نشط في حزب العمال الأسترالي. وقد انتخب عضو الجمعية التشريعية نيو ساوث ويلز.